# Телішевський Костянтин Гнатович
д-р Костянтин Гнатович Телішевський (за тогочасним правописом — Константин; 28 серпня 1851, с. Славна біля Зборова / 1851, с. Білка — 21 квітня 1913, м. Бучач) — український галицький правник, громадський діяч. Цісарсько-королівський нотар. Швагер правника, москвофіла Діонисія Кулачковського. Один з діячів «Нової ери».

## Життєпис
Народився 28 серпня 1851 року (за іншими даними 1851-го в с. Білка, нині Перемишлянський район) в с. Славна (Королівство Галичини та Володимирії, Австрійська імперія, нині Тернопільська область, Україна) в сім'ї пароха села Білка (нині Перемишлянський район) о. Ігнатія (Гната) Телішевського.
Навчався у Львові: спочатку в ґімназії, потім на правничому факультеті Львівського університету. Працював нотарем у Турці, його обирали віце-маршалком Турківської повітової ради. Від 1889 до 1895 року — посол до Галицького крайового сейму 6-го скликання (обраний від IV курії в окрузі Турка — Бориня). Його кандидатуру узгодили український і польський виборчі комітети. Входив до складу і був секретарем «Руського клубу» до виходу з нього 24 травня 1894 року.
Відіграв важливу роль в організації угоди між українською та польською фракціями Галицького сейму 1890 року («нова ера»). Зокрема, 17 жовтня 1890 року зустрівся з намісником Галичини графом Казимиром Бадені. 24 листопада 1890 року разом з Омеляном Огоновським, Костем Левицьким, Олександром Барвінським, Корнилом Мандичевським, митрополитом Сильвестром Сембратовичем брав участь у прес-конференції графа К. Бадені, на якій підвели підсумки попередніх переговорів.
Від 1891 до 1897 року — посол до Райхсрату, обраний від 14 сільського округу (судові повіти Самбір, Старе місто, Стара Сіль, Турка, Бориня, Рудки, Комарно, Лука), 1897 року припинив активну політичну діяльність (повністю). Переїхав до Бучача, де працював нотарем.

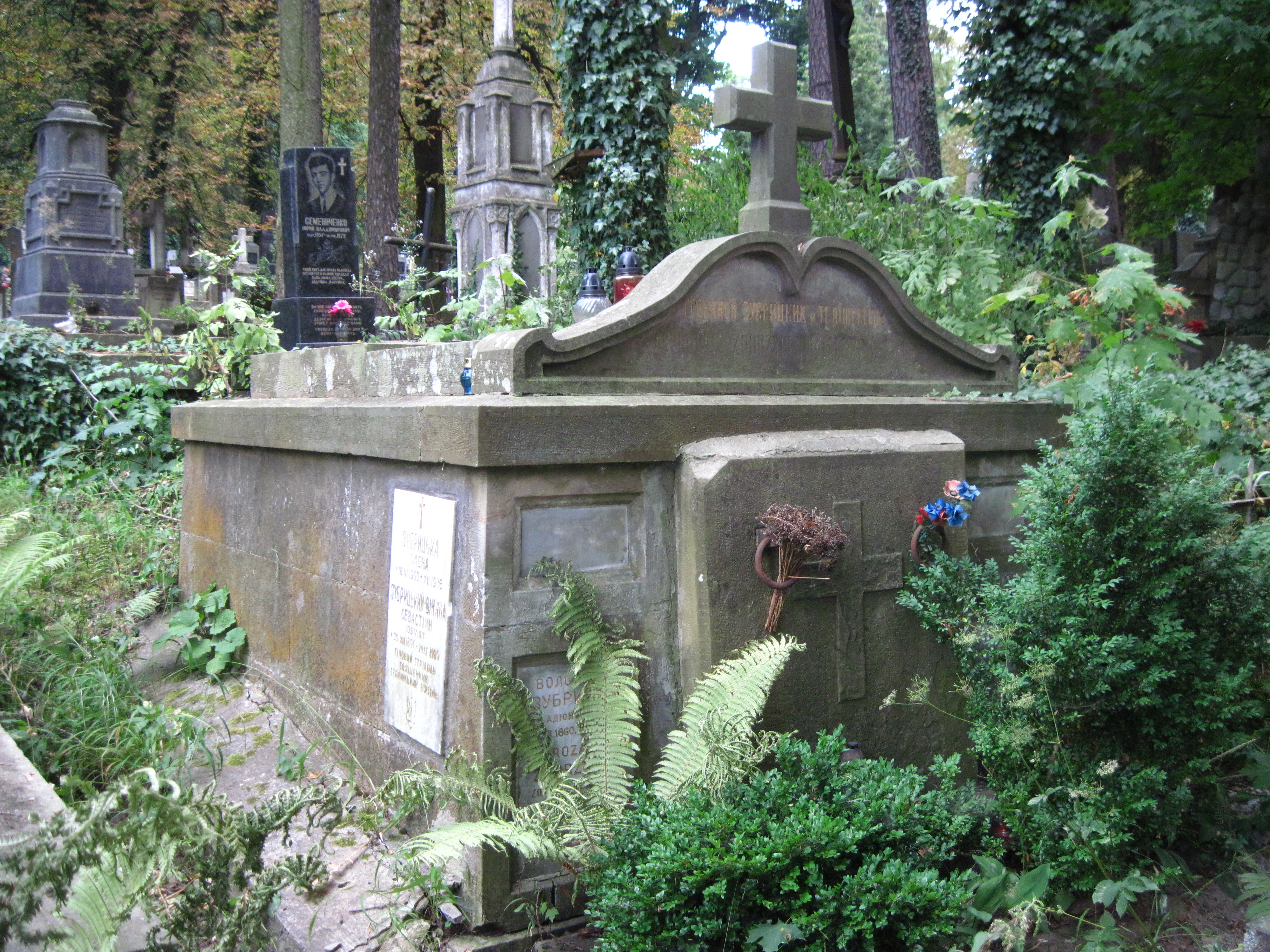
Гробівець Зубрицьких, Личаків

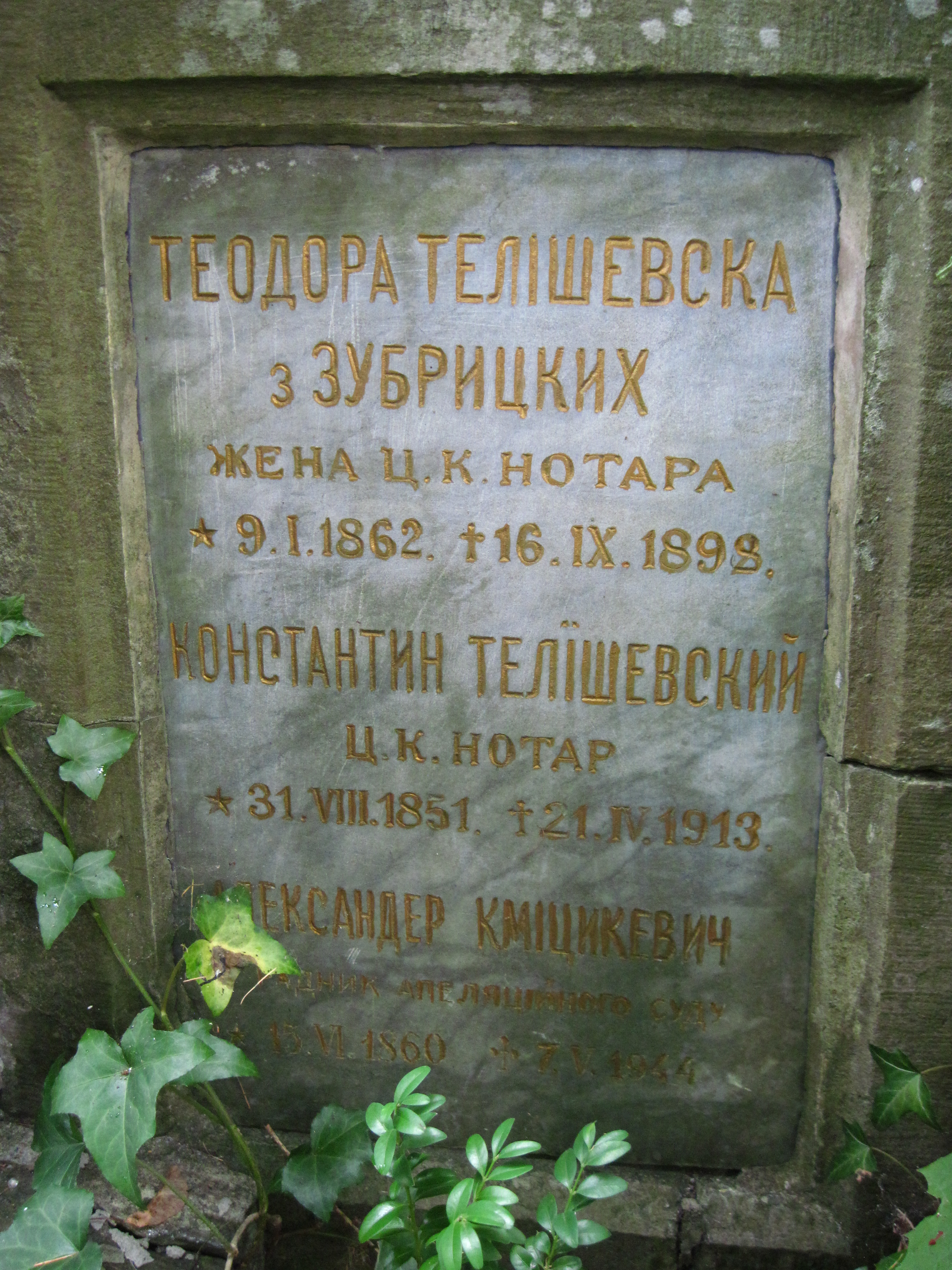

Один зі співробітників, щирих дорадників міського голови Бучача Климентія Рогозинського (поряд з парохом, деканом (УГКЦ) Бучача о. Денисом Нестайком та іншими).
Дружина — Теодора Зубрицька (1862—1898).
Помер 21 квітня 1913 року в м. Бучач (нині Тернопільська область, Україна). Похований у родинному гробівці Зубрицьких-Телішевських на Личаківському цвинтарі Львова, поле № 7.